# Killyleagh

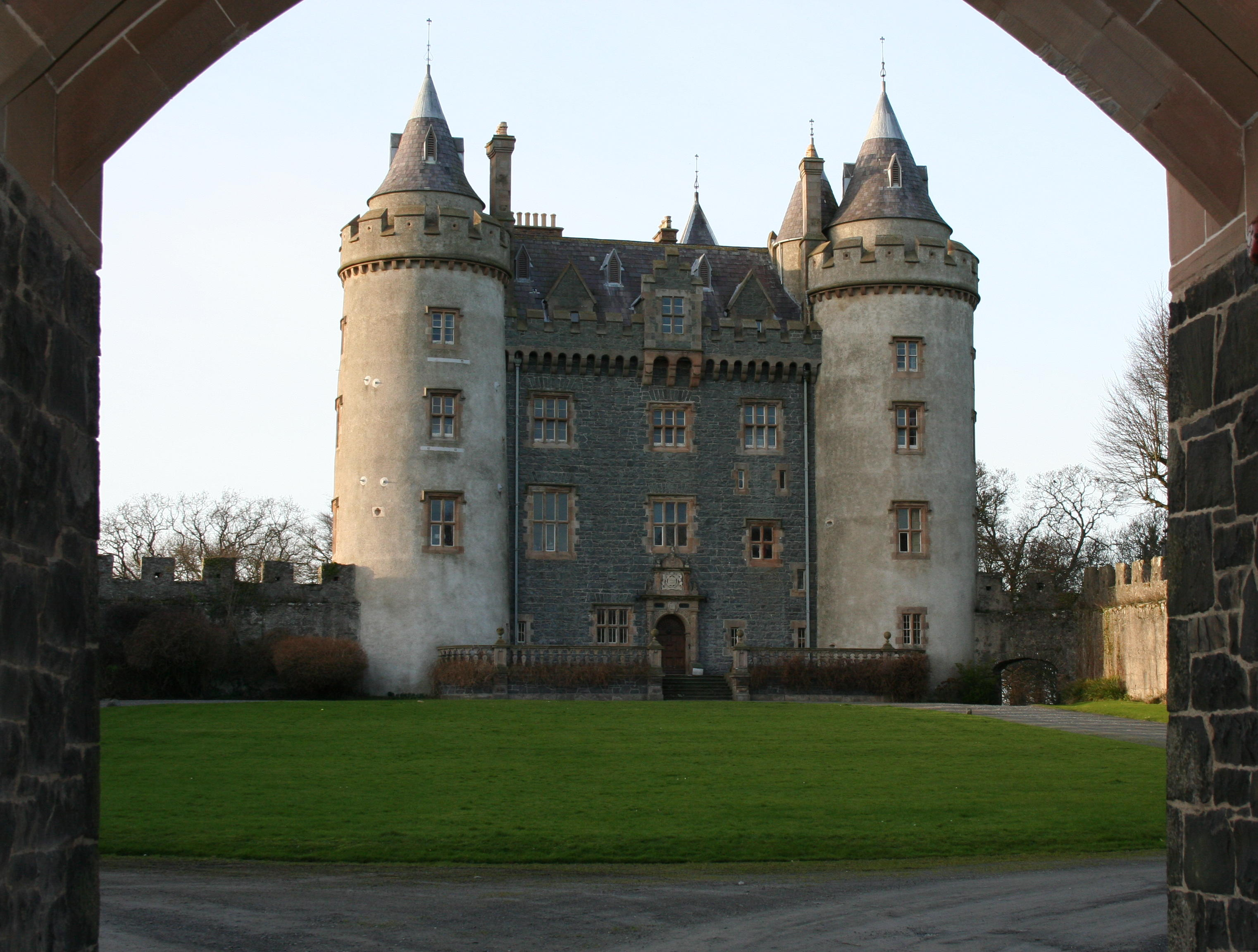
Killyleagh Castle

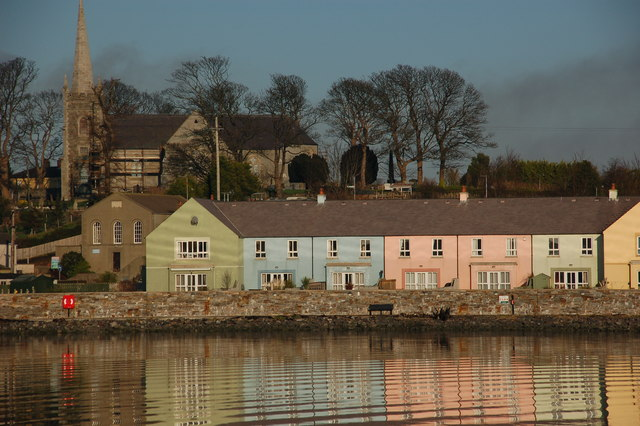
Hafen

Killyleagh (irisch Cill Ó Laoch; alte Schreibweise Killileagh) ist ein großes Dorf in der historischen Grafschaft Down, Nordirland, mit 2483 Einwohnern (Stand 2001). Es liegt am Strangford Lough und gehört zum District Newry, Mourne and Down.

## Sehenswürdigkeiten
- Killyleagh Castle, ein auf normannischen Resten errichtetes Schloss, elf Kilometer nordöstlich von Downpatrick

## Persönlichkeiten
- Geburtsort von Sir Neil O’Neill, einem irischen Chieftain zur Zeit der Jakobitenaufstände
- Geburtsort von Hans Sloane, einem irischen Wissenschaftler und Mediziner, dessen umfangreiche Sammlung die Grundlage für die Gründung des Britischen Museums bildete.
- Sterbeort von Edward Hincks, einem Assyriologen und einem der frühesten Entzifferer der Keilschrift.
- Wohn- und Sterbeort des Politikers und Revolutionärs Archibald Hamilton Rowan.